# Клеманси
Клеманси (на люксембургски: Gemeng Küntzig) е село и бивша община в Люксембург, окръг Люксембург, кантон Капелен, днес в община Каержан.
Има обща площ от 14,53 км<². Населението ѝ е 2137 души през 2009 година.